# Систем једначина
У математици, систем једначина, познат и као систем симултаних једначина, је коначни низ једначина за које се тражи заједничко решење. Системи једначина су класификовани на сличан начин као и једначине:
- Систем линеарних једначина,
- Систем нелинеарних једначина,
- Систем билинеарних једначина,
- Систем полиномијалних једначина,
- Систем обичних диференцијалних једначина,
- Систем парцијалних диференцијалних једначина
- Систем диференцних једначина